# Targówek (Warschau)
Targówek is een stadsdeel van Warschau, de hoofdstad van Polen.

## Wijken
- Bródno
- Bródno-Podgrodzie
- Elsnerów
- Targówek Fabryczny

- Targówek Mieszkaniowy
- Utrata
- Zacisze